# Viñón (Cabranes)
Viñón es un lugar y parroquia del concejo de Cabranes (Asturias). 
Posee una iglesia prerrománica, la Iglesia de San Julián de Viñon, recientemente rehabilitada y declarada Conjunto Histórico-Artístico. 
Tiene también un museo, el Museo de la Escuela Rural de Asturias.